# Sturnelle de l'Ouest
Sturnella neglecta
Espèce
Répartition géographique
- zone de nidification
- habitat permanent
- zone d'hivernage

Statut de conservation UICN

 LC  : Préoccupation mineure
La Sturnelle de l'Ouest (Sturnella neglecta) est une espèce de passereau appartenant à la famille des Icteridae.

## Répartition et sous-espèces
Selon la classification de référence du Congrès ornithologique international (14.2, 2025) :
- S. n. neglecta Audubon, 1844 — centre/ouest de l'Amérique du Nord ;
- S. n. confluenta Rathbrun, 1917 — littoral nord-ouest nord-américain.

## Taxinomie
Cette espèce est monotypique, elle n'a pas de sous-espèces.

## La Sturnelle de l'Ouest et l'Homme
Aux États-Unis, la Sturnelle de l'Ouest est l'oiseau emblème de six États : Dakota du Nord, Kansas, Montana, Nebraska, Oregon et Wyoming. Il arrive en deuxième position parmi les oiseaux les plus choisis comme emblème derrière le Cardinal rouge avec sept États.